# Ptilothrix plumata
Ptilothrix plumata là một loài Hymenoptera trong họ Apidae. Loài này được Smith mô tả khoa học năm 1853.